# Tatjana Steinhauer
Tatjana Steinhauer (* 23. April 1991 in Herzberg am Harz) ist eine ehemalige deutsche Wasserball-Nationalspielerin und zweimalige EM-Teilnehmerin.

## Sportliche Laufbahn
Die in Lehrte aufgewachsene Linkshänderin spielte zuerst als eines von mehreren Mädchen mehrere Jahre lang in einer Jungen-Mannschaft beim Lehrter SV, kam über Hellas Hildesheim dann im Jahre 2006 zum Bundesligisten Hannoverscher SV. Von 2011 bis 2013 spielte sie für den deutschen Rekordmeister SV Blau-Weiß Bochum und beendete dort ihre Karriere im Jahre 2013.
Der erste internationale Einsatz in einer Mannschaft des Deutschen Schwimm-Verbands (DSV) erfolgte mit 15 Jahren am 21. Juli 2006 in Hannover mit der damaligen U17-Auswahl bei einem Freundschaftsspiel gegen Frankreich. Tatjana Steinhauer gehörte bei der Jugend-Europameisterschaft 2008 in Győr (Ungarn/7. Platz), der U18-Junioren-Weltmeisterschaft 2009 in Chanty-Mansijsk (Russland/Rang 10.) und der U20-Weltmeisterschaft 2011 in Triest (Italien/12. Platz) jeweils zu den erfolgreichsten Torschützen der deutschen Mannschaft. 
Die inzwischen vornehmlich im Offensivbereich eingesetzte Linkshänderin stieg am 27. Mai 2010 im Rahmen eines Vier-Nationen-Turniers in Kirischi (Russland) beim 12:15 gegen Vize-Weltmeister Kanada erstmals in der A-Nationalmannschaft ins Wasser. Drei Monate später wurde die Juniorenspielerin mit 19 Jahren als jüngste Aktive im deutschen Aufgebot überraschend für die Europameisterschaft in Zagreb (Kroatien/7. Platz) nominiert, wo sie in vier Partien zwei Tore erzielte. Ein zweiter EM-Auftritt folgte bei den Titelkämpfen 2012 in Eindhoven (Niederlande), der mit Rang acht für die deutsche Auswahl endete. Dazu kam im gleichen Jahr ein sechster Platz beim Finalturnier der Weltliga in Changshu (China). 
Seit dem Debüt in der A-Auswahl hat Steinhauer insgesamt 46 Länderspiele bestritten, darunter neben den beiden EM-Auftritten auch Partien in der Vor- und Endrunde der Weltliga sowie der EM-Qualifikation.
Die Linkshänderin gab im Januar 2016 nach einer Spielpause ein sportliches Comeback bei ihrem Heimatverein Lehrter SV.

## Besonderes
Tatjana Steinhauer wurde am 1. Oktober 2010 gemeinsam mit der gleichaltrigen Bianca Ahrens Deutschlands erste Sportsoldatin in der Sportart Wasserball.